# Krvavec
Krvavec est une montagne (1 853 m d'altitude) située dans les Alpes kamniques, près de Cerklje na Gorenjskem, dans la région de Haute-Carniole dans le nord de la Slovénie.

## Domaine skiable
Une station de ski de taille moyenne a été développée sur les pentes de la montagne. Le domaine skiable est relié depuis la vallée par une télécabine, ainsi que par une route asphaltée en été. La station, l'une des quatre plus importantes de Slovénie, est l'une des plus rapides d'accès depuis la capitale Ljubljana et s'enorgueillit d'être la station d'Europe la plus proche d'un aéroport international : l'aéroport de Brnik est situé à 8 km.
Malgré les importants investissements effectués ces dernières années pour moderniser le parc de remontées mécaniques, les extrémités du domaine skiable de Krvavec - le point culminant du domaine Zvoh ainsi que le secteur de Kržišče - sont desservies uniquement par des remontées de conception archaïque. Du fait de son altitude relativement élevée pour le pays, la saison de ski dure généralement jusque début mai.
À la fin des années 1980, un émetteur pour la télévision a été construit sur le sommet du mont Krvavec.

## Histoire
- 2 aout 1958 : Construction d'une première remontée mécanique - capacité de 120 personnes par heure - pour rendre possible la construction du premier émetteur et d'un refuge de montagne ;
- 1966 : Construction de deux remontées, dont le télésiège 1 place Gospinca qui fonctionne toujours en 2009 ;
- 1973 : 
  - Construction d'une télécabine par la société française Poma; la remontée est rénovée en 1999 ;
  - Construction du télésiège 2 places Vrh Krvavca, remplacé en 2006 par un télésiège 6 places débrayable ;
- Fin des années 1970 : Développement du secteur Kržišče ;
- 2008 : Remplacement du Tiha dolina par un télésiège 6 places débrayable, création du « plus long tapis magique de Slovénie » (80 m).